# Vincenz Zapletal
Vincenz Zapletal (* 15. Januar 1867 in Vilémov u Litovle; † 21. Januar 1938 in Hacking) war ein mährisch-österreichischer Dominikaner und Alttestamentler.

## Leben
Zapletal trat 1883 in den Dominikanerorden ein. Von 1884 bis 1891 studierte er Philosophie und Theologie am dominikanischen Studium Generale in Wien. Nach der Ordination 1890 für die Dominikanerprovinz Österreich setzte er von 1891 bis 1893 das Studium in orientalischen Sprachen an der Bibelschule in Jerusalem fort. Ab 1893 lehrte er als ordentlicher Professor für Exegese, biblische Archäologie und Hermeneutik an der Universität Fribourg, wo er von 1896 bis 1928 auf Lateinisch gehaltene Kurse für biblisches Hebräisch hielt. Von 1898 bis 1899 und von 1913 bis 1914 war er Dekan der theologischen Fakultät und von 1910 bis 1911 Rektor. Er war Superior der Dominikanerpatres in Freiburg im Üechtland. 1928 setzte er sich im Dominikanerinnenkloster Hacking zur Ruhe.

## Schriften (Auswahl)
- Der Totemismus und die Religion Israels. Ein Beitrag zur Religionswissenschaft und zur Erklärung des Alten Testamentes. Freiburg im Üechtland 1901, OCLC 887356466.
- Der biblische Schöpfungsbericht (Gen. 1,1 bis 2,3). Freiburg im Üechtland 1902.
- Alttestamentliches. Freiburg im Üechtland 1903, OCLC 493176539.
- Das Buch Kohelet. Kritisch und metrisch untersucht, übersetzt und erklärt. Freiburg im Üechtland 1905, OCLC 19042352.
- Das Deboralied. Freiburg im Üechtland 1905, OCLC 493176597.
- Der biblische Samson. Freiburg im Üechtland 1906, OCLC 19042352.
- Das Hohelied. Kritisch und metrisch untersucht. Freiburg im Üechtland 1907, OCLC 28875701.
- Über einige Aufgaben der katholischen alttestamentlichen Exegese. Rektoratsrede gehalten am 15. November 1910 zur feierlichen Eröffnung des Studienjahres 1910 - 1911. Freiburg im Üechtland 1910, OCLC 758288212.
- Der Wein in der Bibel. Kulturgeschichtliche und exegetische Studie. Freiburg im Breisgau 1920, OCLC 956561714.
- Grammatica linguae hebraicae cum exercitiis et glossario. Studiis academicis accomodata. Paderborn 1921, OCLC 417120944.
- Das Buch der Richter. Münster 1923, OCLC 717228746.
- Jephtas Tochter. Kulturbilder aus der Frühzeit des jüdischen Volkes. Paderborn 1924, OCLC 27729302.